# Bitwa pod Amba Alagi (1895)
Bitwa pod Amba Alagi – miała miejsce podczas I wojny włosko-abisyńskiej; w dniach od 7 do 8 grudnia 1895 roku, w górach wokół przełęczy Amba Alagi, etiopska straż przednia zniszczyła wysunięty posterunek włoski. Była to pierwsza bitwa pod Amba Alagi, kolejna miała miejsce w 1941 roku.
Po zwycięstwie pod Debra Ailà gen. Oreste Baratieri ogłosił aneksję Tigraju, po czym umocnił kluczowe punkty (Aduę, Adigrat i Mekelie), a sam wycofał się do Massauy, pozostawiając dowództwo w polu gen. Arimondiemu, który ustanowił swoją kwaterę w Mekelie.
Na południe od Adigratu wyruszył major Toselli na czele oddziałów liczących 2150 żołnierzy. Miał dotrzeć do Belego, ale w przypadku napotkania dużych sił wroga, miał się cofnąć do Amba Alagi, a jeśli pozycja byłaby nie do utrzymania, do głównych sił w Mekelie (Baratieri wskazał nawet, że w przypadku poważnego zagrożenia, Mekelie też mogło zostać porzucone, a wszystkie siły winny się skoncentrować w Adigracie). Toselli wysłał depeszę do Arimondiego, by upewnić się w rozkazach, który je potwierdził, ale w odpowiedzi wkradł się błąd: w poleceniu, że wedle swej oceny sytuacji ma się wycofać do Amba Alagi lub dalej, ta ostatnia informacja została zgubiona – Toselli zrozumiał więc, że ma się bronić w Amba Alagi.
Toselli umieścił swoich regularnych askarysów, pod dowództwem kpt. Persico w centrum wraz z czterema górskimi działami. Na lewym skrzydle, na wzgórzu Falaga, ustawił 350 żołnierzy nieregularnych, pod komendą rasa Sebata, pozostałymi oddziałami nieregularnymi osłonił zaś skrzydło prawe. Menelik II dążył do zniszczenia głównych sił wroga, posterunek Toselliego winien zostać więc pominięty, ale dowodzący awangardą jego sił Fitawrari Gebeyehu i Gerazmach Tafese podjęli atak, do którego dołączyły inne oddziały etiopskie, łącznie ok. 30 tys. żołnierzy.
Rankiem 7 grudnia Etiopczycy rozpoczęli atak. Wpierw zepchnęli nieregularne oddziały z lewego skrzydła Toselliego, który przejściowo zażegnał niebezpieczeństwo kontratakiem dwóch kompanii regularnych askarysów. Jednak nieprzyjaciel nacierał też z drugiej strony i nieliczne oddziały włoskie nie były w stanie odeprzeć zbyt licznych wrogów. O 12:40 Włosi rozpoczęli odwrót – główna droga była odcięta, wycofywali się więc górską ścieżką, ale i ona była pod kontrolą nieprzyjaciela. Ostatecznie rozbite oddziały przebiły się do skrzyżowania dróg Bet Mariam, gdzie Toselli zorganizował ostatni punkt oporu. Jego zastępca zdołał odprowadzić ok. 300 żołnierzy, w większości rannych, do Makelie.
Korzyścią wynikłą z tego starcia dla włoskich oddziałów w Etiopii było wyasygnowanie przez rząd włoski 20 milionów lirów na koszty kampanii, w celu pomszczenia klęski pod Amba Alagi.